# 瀘川郡
泸川郡，隋朝时设置的郡。
大业三年（607年），全国实行郡制，改泸州设置泸川郡。治所改江阳县为泸川县（今四川省泸州市江阳区）。下辖五县：泸川县、富世县、江安县、合江县、绵水县。唐朝武德元年（618年），恢复泸川郡为泸州。天宝元年（742年），实行郡制，再改泸州为泸川郡。乾元元年（758年），恢复州制，再改为泸州。